# Tongue
Tongue (del gaélico escocés: Tunga) es un pueblo costero localizado al noroeste de Highland en Escocia. Al occidente del tradicional condado de Sutherland. En la costa este sobre la base del Kyle de Tongue y al norte de las montañas Ben Hope y Ben Loyal.

## Topónimo
La zona era un cruce de caminos histórico para los gaélicos, los pictos y los vikingos y fue el último grupo quien le puso el nombre de "Tongue", en este caso, viene del nórdico antiguo: Tunga. En contra de la creencia popular, no se refiere a la forma del Kyle de Tongue (aunque el kyle podría ser descrito como con forma de tongue, esto es, de lengua en inglés), sino que 'tunga' es un término geográfico que se refiere a un sector de tierra con forma de asador o lengua. Esta pieza de tierra en particular sobre la que están ubicadas la villa y el «kyle» o estrecho, es la morrena terminal del glaciar Kyle de Tongue. En gaélico - 'Tunga' es el pueblo, mientras que Caol Thunga, se refiere al kyle. La villa también es conocida como Ceann Tàile y formalmente como Circeabol.

## Historia
Tongue es la localidad principal en una serie de municipios minifundistas o crofting, como se los denominan entre los highlanders, que atraviesan Coldbackie, Dalharn, Blandy, el puerto de Skullomie hasta el desierto municipio de Slettel. El pueblo vio una batalla crucial entre el barco del tesoro jacobita y dos barcos de la Armada Real en el año 1746, que dio como resultado que la tripulación jacobita intentara llegar a la orilla con el oro. Allí fueron entonces capturados por la Armada apoyada por personas locales que eran leales a Hanóver, lo que costó al Joven Pretendiente un apoyo muy valioso en los preparativos para Culloden.
Tongue House es la sede histórica del Clan Mackay, después de que abandonaran Caisteal Bharraich (Castillo de Varrich). Las ruinas del castillo, construido en Tongue en el siglo XI después de que el clan fuera expulsado de su ancestral provincia de Moray al condado de Sutherland son una popular atracción turística.
El pueblo cuenta con un albergue juvenil, una tienda de artesanías, una tienda de todo género y un taller, una bandobanco, la oficina de correos y dos hoteles, el Tongue Hotel y el Benloyal. Está conectada con el lado oeste del Kyle mediante una carretera elevada construida en 1971.

## Galería

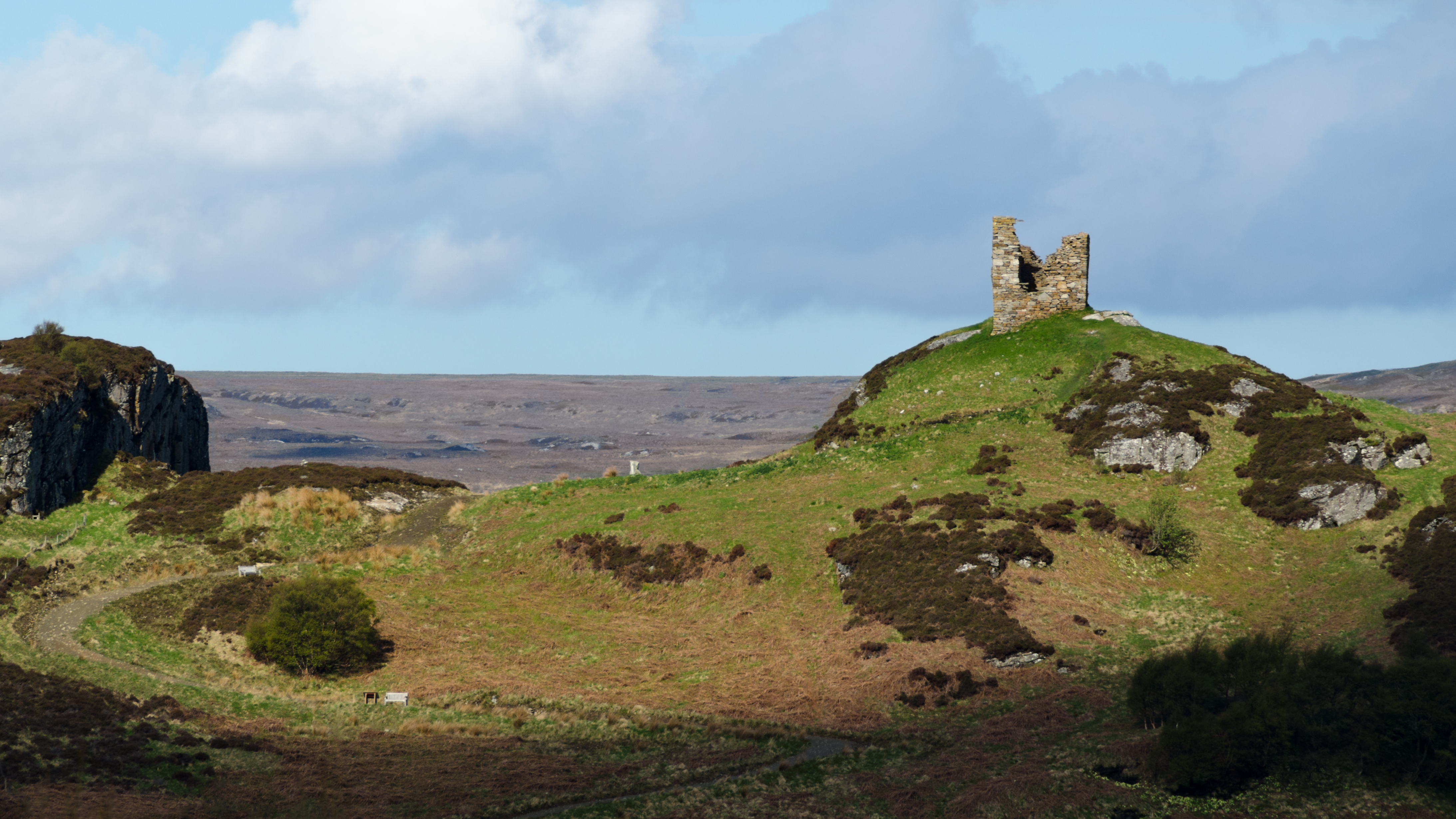
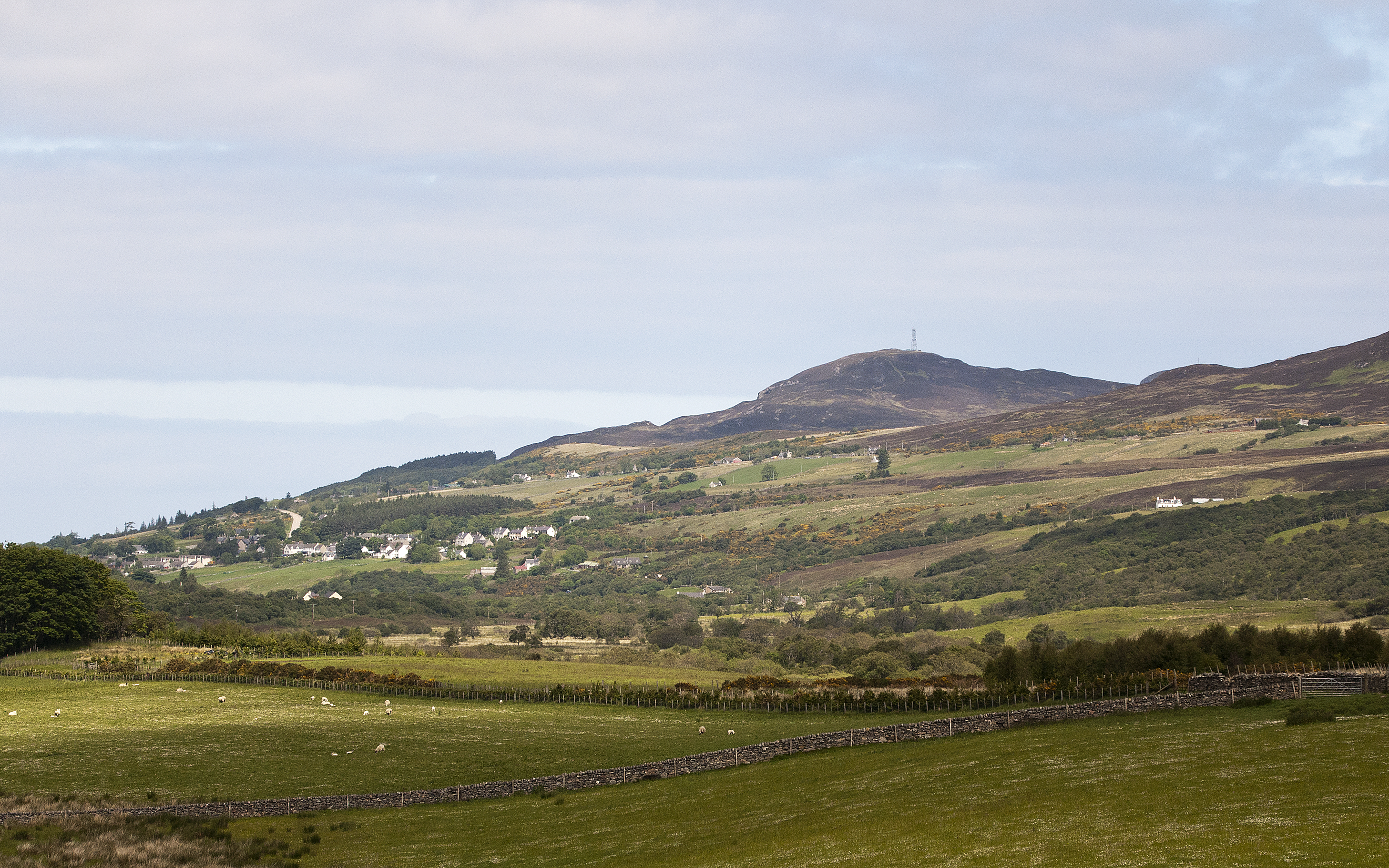
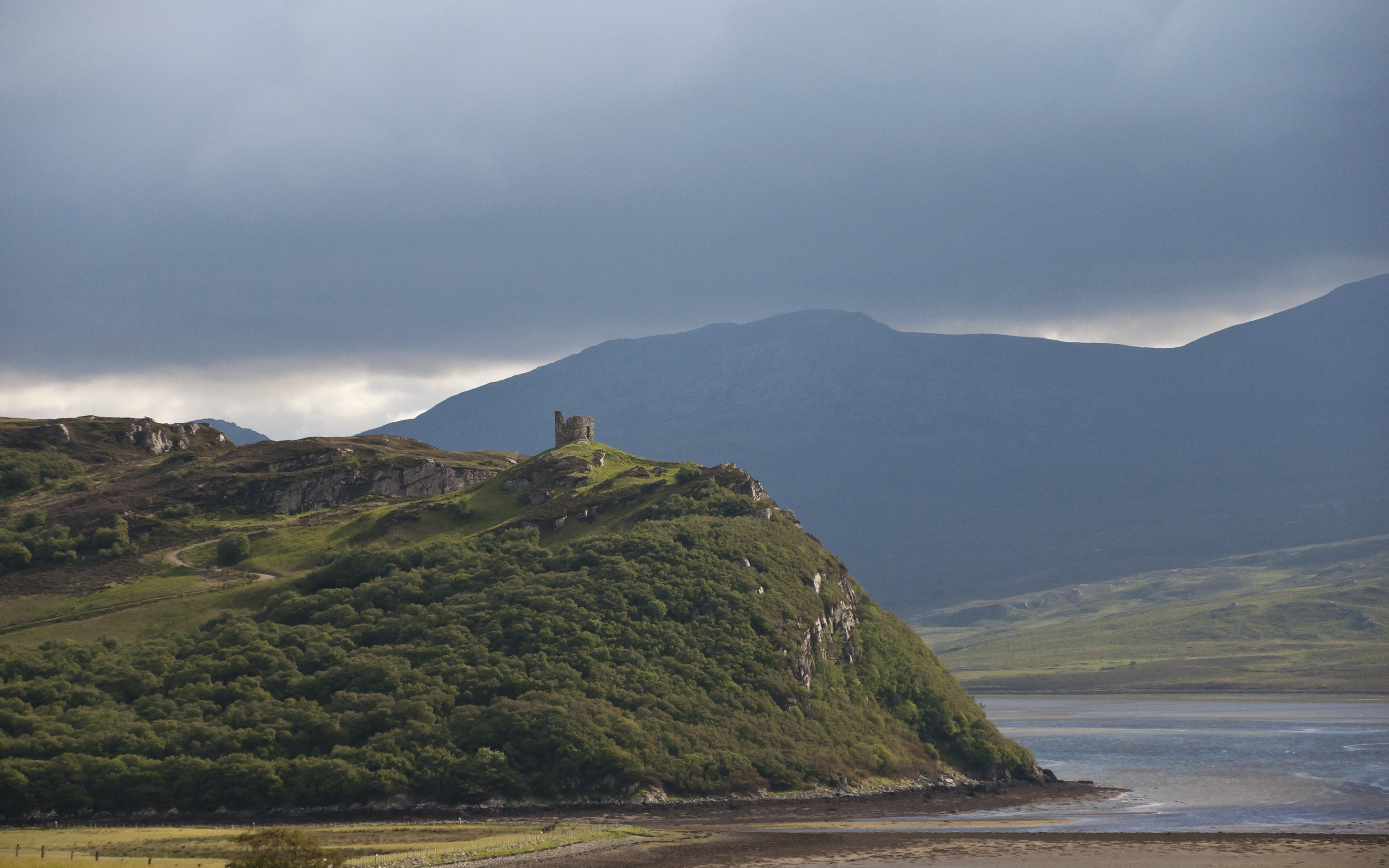